# Kanton Damvillers
Damvillers is een voormalig kanton van het Franse departement Meuse. Het kanton maakte deel uit van het arrondissement Verdun. Begin 2015 is het kanton opgeheven en zijn de gemeenten toegevoegd aan het aangrenzende kanton Montmédy.

## Gemeenten
Het kanton Damvillers omvat de volgende gemeenten:
- Azannes-et-Soumazannes
- Brandeville
- Bréhéville
- Chaumont-devant-Damvillers
- Damvillers (hoofdplaats)
- Delut
- Dombras
- Écurey-en-Verdunois
- Étraye
- Gremilly
- Lissey
- Merles-sur-Loison
- Moirey-Flabas-Crépion
- Peuvillers
- Réville-aux-Bois
- Romagne-sous-les-Côtes
- Rupt-sur-Othain
- Ville-devant-Chaumont
- Vittarville
- Wavrille